# سباستین کوویر
سباستین کوویر (انگلیسی: Sébastien Cuvier؛ زادهٔ ۹ سپتامبر ۱۹۷۰) بازیکن فوتبال اهل فرانسه است.
از باشگاه‌هایی که در آن بازی کرده‌است می‌توان به باشگاه فوتبال والنسین، باشگاه فوتبال لو آور، و باشگاه فوتبال تروا اشاره کرد.